# Szavanna

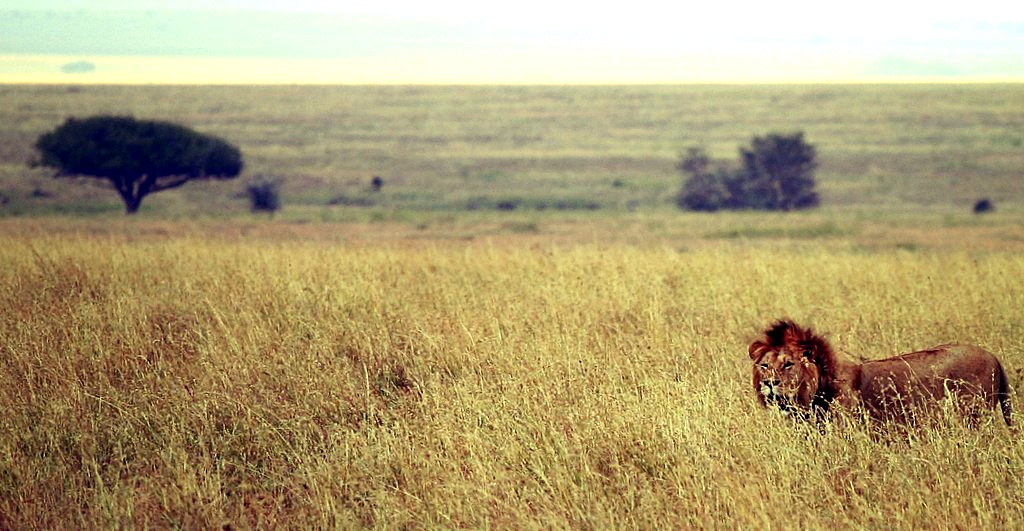
Szavanna Tanzániában

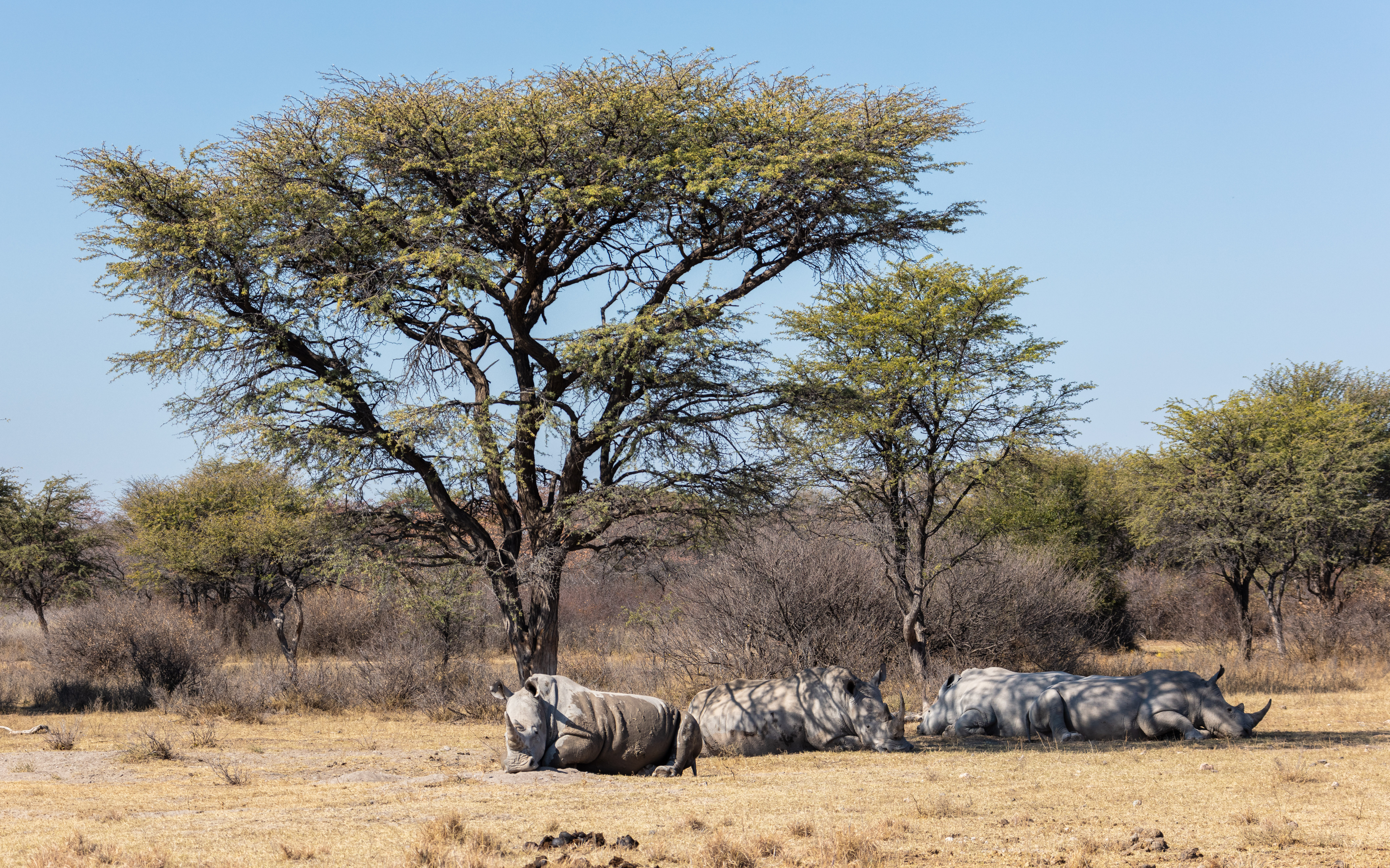
Szavanna rinocérosszal

A szavanna növényföldrajzi értelemben a trópusi égövben található, a trópusi esőerdőket szegélyező vagy nagy területen helyettesítő füves puszta; éghajlattanilag a forró övezet része: az egyenlítői öv és a térítők mentén elhelyezkedő sivatagok közötti átmeneti zóna.
Ahol a száraz évszak már hosszabb, mint az esős, ott nem alakulnak ki zárt erdőségek, hanem olyan nyílt vegetációtípus jellemző, ahol a nagy termetű pázsitfüvek alkotta gyepszintből elszórtan vagy sűrűbben álló fák vagy cserjék emelkednek ki. A forró övezet ligetes mezőségeinek uralkodó növényei a pázsitfűfélék. Ott végződik, ahol a talajt már nem borítja összefüggő növényzet.

## Nevének eredete
A szó a karib-térség őslakosai, a tainók nyelvéből került át az európai nyelvekbe, jelentése: minden, ami nem erdős.

## Éghajlata
A szavannák évi középhőmérséklete nem különbözik jelentősen a trópusi esőerdőkétől, de a szavannákon sokkal nagyobb mind az évi, mind (a száraz évszakban) a napi hőingadozás. Az évi csapadékmennyiség 600 és 1800 mm közötti, egyenetlen (évszakos) kiterjedésű.
Kialakulásának feltételei:
- hosszú és határozott száraz évszak,
- a trópusi esőerdőkénél kevesebb csapadék (< 1000 mm/év)
- a trópusi esőerdőkénél nagyobb napi és évi hőingás.

A legtöbb szavanna másodlagos vegetáció, ami a nehezen regenerálódó, ún. száraz erdőkből jött létre az évente ismétlődő bozóttüzek miatt.
Éghajlati jellemzői:
- a havi középhőmérséklet többnyire 20 °C fölött;
- a száraz időszak hossza a tengerparttól távolodva nő;
- ahogy hosszabbodik a száraz évszak, úgy csökken az éves csapadék:
  - a száraz évszak 3–6 hónap: 1200–1400 mm,
  - a száraz évszak 5–8 hónap: 500–1200 mm,
  - a száraz évszak 7–11 hónap: 300–600 mm.

Talaja laterit vagy latoszol.

## Előfordulása
- Legnagyobb kiterjedését Afrikában érik el: széles sávként szegélyezi a Kongó-medence és Nyugat-Afrika erdeit.
- Ázsiában több, elszigetelt területen fordul elő:
  - Elő-Indiában,
  - Hátsó-Indiában,
  - Kelet-Jáván.
- Latin-Amerikában öt-hat nagyobb területen találunk szavannát:
  - Orinoco vízgyűjtőjén Brazília északkeleti részén: Caatinga (800 ezer km²),
  - Közép-Brazíliában: Campo Cerrado (1,5–2,2 millió km²),
  - a közép-amerikai földhíd szárazabb, nyugati felén,
  - az Antillák esőárnyékos tájain, és
  - ide sorolhatjuk Argentína és Bolívia száraz erdőit: Chaco.
- Észak-Ausztráliában is előfordul.

## Típusai
A szavannák típusai a trópusi esőerdőktől a sivatagig:
- erdős szavanna (10–12 m magas fák)
- ligetes szavanna (4–6 m magas fák)
- cserjés szavanna (4–6 m magas fák)
- füves szavanna  (2–4 m magas fák)

### Lombhullató trópusi erdő
A lombhullató trópusi erdőkben a száraz időszak 2–6 hónap:
- amikor rövidebb (2–3 hónap), akkor még csak a felső koronaszint fái hullatják le lombjukat, az alacsonyabb fák örökzöldek maradnak. A fajdiverzitás még viszonylag nagy, így például Közép-Amerikában hektáronként mintegy száz fafaj nő. Feltűnően sok a pálmafaj – a második koronaszinttől egészen a törpe fajokig. Még ebben a formációban is elég sok az epifiton- és a liánfaj. A trópusi esőerdőktől eltérően a fenofázisok – főleg a virágzás – évszakhoz kötődnek: a legtöbb növény a száraz évszakban virágzik, amikor a lombtalan állapot megkönnyíti a beporzó állatfajok munkáját. A leggyakoribb talajok vörös, illetve sárgásvörös (ún. allit-ferrit) agyagok.
- amikor a száraz évszak már 4–6 hónap hosszú, a fák többsége lehullatja a lombját. A lombkoronaszintek száma csökken (többnyire kettőre); a fák ritkán magasabbak 20 m-nél. Az epifiták hiányoznak; a cserjeszint gyakran sűrű. A száraz lombhullató erdők a bolygatásra, égetésre érzékenyek; nagy részüket az emberi tevékenység erősen átalakította. Egyre nagyobb területen kiritkulnak, és erdős szavannák foglalják el a helyüket.

Lombhullató trópusi erdők nagy területen nőnek:
- Elő-Indiában és Hátsó-Indiában;
- Afrikában a Kongó-medencétől délre és északra, a fás szavannával elegyes: ez az úgynevezett miombo erdő.
- Közép-Amerikában és az Antillákon kisebb területeken (lásd fentebb).
- Dél-Amerikában, az Amazonas medencéjétől délre, az argentin határig nagy területet borít:
  - a Mato Grosso fennsíkján hézagosan záródó bokorerdőbe megy át, ez az úgynevezett cerrado.

### Erdős szavanna
Az erdős szavanna ott alakul ki, ahol a száraz évszak már 6–8 hónap, de az éves csapadék eléri a 900–1000 mm-t. Erdeje összefüggő, de lombkoronaszintjük alig zár. Sok a tisztás. A legtöbb fa csak 4–8 m magas, még a legmagasabbak sem érik el a 40 métert. A törzsük gyakran görbe, a koronájuk ernyős (lapos, laza), a kérgük durva. A levélzet félörökzöld, kemény; különösen gyakoriak pálmafajok és pillangósvirágúak (Fabaceae).
Mivel az erdő aljára viszonylag sok fény jut, gazdag az aljnövényzet. A facsoportok közötti nagyobb térségeken a fű 2–3 méter magasra is megnő; a magas és sűrű fű miatt ezekben az erdőkben jóformán csak a vadcsapásokon lehet közlekedni.
A talaj humuszban gazdag vörösföld.
A fő vegetációs időszak az esős évszak. A fák a száraz időszakban lehullatják lombjukat, az aljnövényzet elsárgul. Ilyenkor nagyon gyakoriak a szavannatüzek. Mivel a tűz (gyújtogatás, öngyulladás, villámcsapás miatt) a szavanna fenntartásának egyik legfőbb környezeti tényezője, az itt élő fák ellenállnak a tűznek (pirofitonok): víztartó, vastag hőszigetelő, illetve hámló kérgük megvédi őket a nagy hőtől. Sok faj magva csak a tűz okozta hőhatás után csíraképes. A szavanna füveinek csupán föld feletti, elszáradt része ég el; a föld alatti részekből a csapadékos évszakban évről évre kihajtanak.
Az erdős szavanna lényegesen kevesebb növényfajnak ad otthont, mint az esőerdő. Erősen visszaszorulnak az örökzöld fák, és a lombhullatás miatt drasztikusan csökken a fán lakó fajok száma.
Az erdős szavanna különösen elterjedt:
- Afrikában (Zambiától Tanzániáig), valamint
- Indiában.

Fás növényzete az intenzív legeltetés és égetés, valamint tűzifagyűjtés miatt erősen visszaszorult.

### Fás-füves szavanna

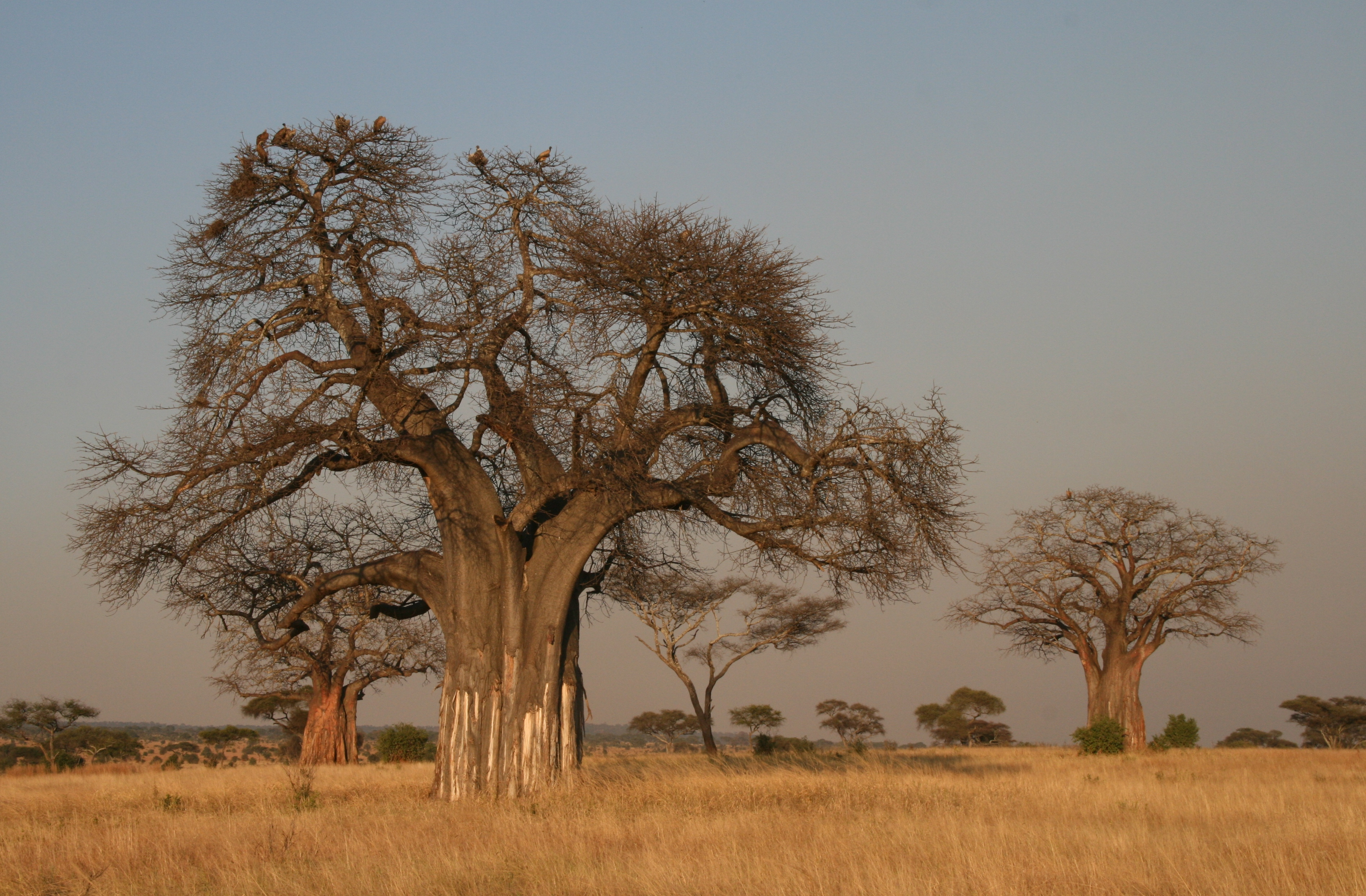
Baobab (Adansonia digitata)

Ahogy a csapadék mennyisége 500–1000 mm-re csökken és a száraz időszak már 7–10 hónapig tart, elmaradnak a facsoportok, és a fűből már csak magányos fák emelkednek ki. A füves szavannákon csupán a folyókat kísérik ártéri erdők. A füves szavanna erdőfoltjainak, ligeteinek leggyakoribb fái valamennyi földrészen az akácia fajok (Acacia spp.). Az afrikai szavannára jellemzőek az elszórtan álló, gyakran magányos majomkenyérfák (baobab, Adansonia digitata). Az örökzöld fák teljesen hiányoznak.
A füves szavanna szinte sosem erdősül be. Átmenete az erdős szavanna felé a nyílt lombkoronájú, ligeterdős társulás.
A füves szavanna uralkodó növényei a különböző lágyszárúak, főleg a fűfélék (Poaceae).
Két altípusa:
- hosszúfüvű szavanna,
- rövidfüvű szavanna.

### Füves szavanna
A száraz szavanna (trópusi tövisszavanna, bozóterdő) olyankor jelenik meg, amikor a száraz időszak  8-10 hónapos és a talaj gyakran sekély – a leggyakrabban mészkő alapkőzeten. A bokrok között pozsgás növények tűnnek fel.
Nagy területeket foglal el:
- a brazil felföld keleti részén (caatinga),
- a Szahara déli peremvidékén,
- Szomáliában és
- Indiában.

## Növényei
1. Leggyakoribb fák:
- Afrikai szavanna:
  - hüvelyes fák:
    - akácia (Acacia spp.),
    - Brachystegia spp.,
    - Pterocarpus spp.,

  - selyemakác (Albizia),
  - baobab (Adansonia digitata),
  - mirhafa (Commiphora spp.),
  - vajfa (Butyospermium spp.),
  - szalámifa (Kigelia africana),
  - legyezőpálma (Borassus spp.),
  - dumpálma (Hyphaene spp.).
- India és Hátsó-India lombhullató trópusi erdeinek erdészetileg fontos fái:
  - teakfa (Tectona grandis),
  - szál (Shorea robusta).
- Ausztráliai szavanna:
  - akácia (Acacia spp.),
  - eukaliptusz (Eucalyptus spp.).
- Amerikai szavanna:
  - mauritia-pálma (Mauritia flexuosa),
  - királypálma (Roystonia spp.),
  - palacktörzsű viaszpálma (Gastrococcos spp., Colpothrinax spp.),
  - araukária (Araucaria spp.),
  - valódi mahagóni (Swietenia macrophylla)

2. Cserjék és egyéb
- az Etióp-magasföldről származik a kávécserje;
- Dél-Amerika szavannáiról származik a földimogyoró.
- a cerradóban és a száraz szavannákon sok a szukkulens faj (kaktuszok, kutyatejfélék.

## Edafikus vegetációtípusok
1. A nagyobb folyókat (például Niger, Zambézi) a szavannaterületeken jól strukturált galériaerdők kísérik; ezek fái a szavannán hiányzó csapadékmennyiséget a talajvízből pótolják. A galériaerdők habitusa és fajkészlete egyaránt hasonlít az örökzöld trópusi esőerdőkéhöz.
Jellemző növényeik még a 3 m magasra növő pázsitfüvek (Poales) és a pálmafélék (Arecaceae).
2. A szavannaöv tengerpartjain is jellemző a mangroveerdő, az afrikai állóvizek (például Csád-tó) és a folyók lassú folyású szakaszai mentén (például Fehér-Nílus és Gazella-folyó összefolyásánál) papiruszsás (Cyperus papyrus) dominálta kiterjedt mocsarak (úgynevezett suddok) jöttek létre.

## Állatvilága
A növényevő emlősök legfontosabb csoportjai:
- rágcsálók (Rodentia).
- patások (Ungulata).

A növényevőkre főleg macskaféle ragadozók vadásznak.
A madárvilág legjellemzőbb képviselői:
- futómadarak,
- tyúkfélék,
- keselyűk.

A hüllők közül különösen jellemzőek a kígyók.
A rovarok közül a legelterjedtebbek:
- termeszek,
- egyenesszárnyúak (sáskák, szöcskék).

Az afrikai szavanna a legfajgazdagabb; füves térségei rengeteg növényevő emlőst tartanak el. Az ázsiai szavanna állatvilága általában jóval szegényesebb; a dél-amerikai szavannán csak nagy testű emlősből van jóval kevesebb, de például igen sok az endemikus békafaj.

### Növényevő emlősök
Az erdős szavannára a nagy testű patások, a bokros és füves szavannára az antilopok, gazellák jellemzőek. Főleg az erdős szavannákon gyakoriak a majmok.

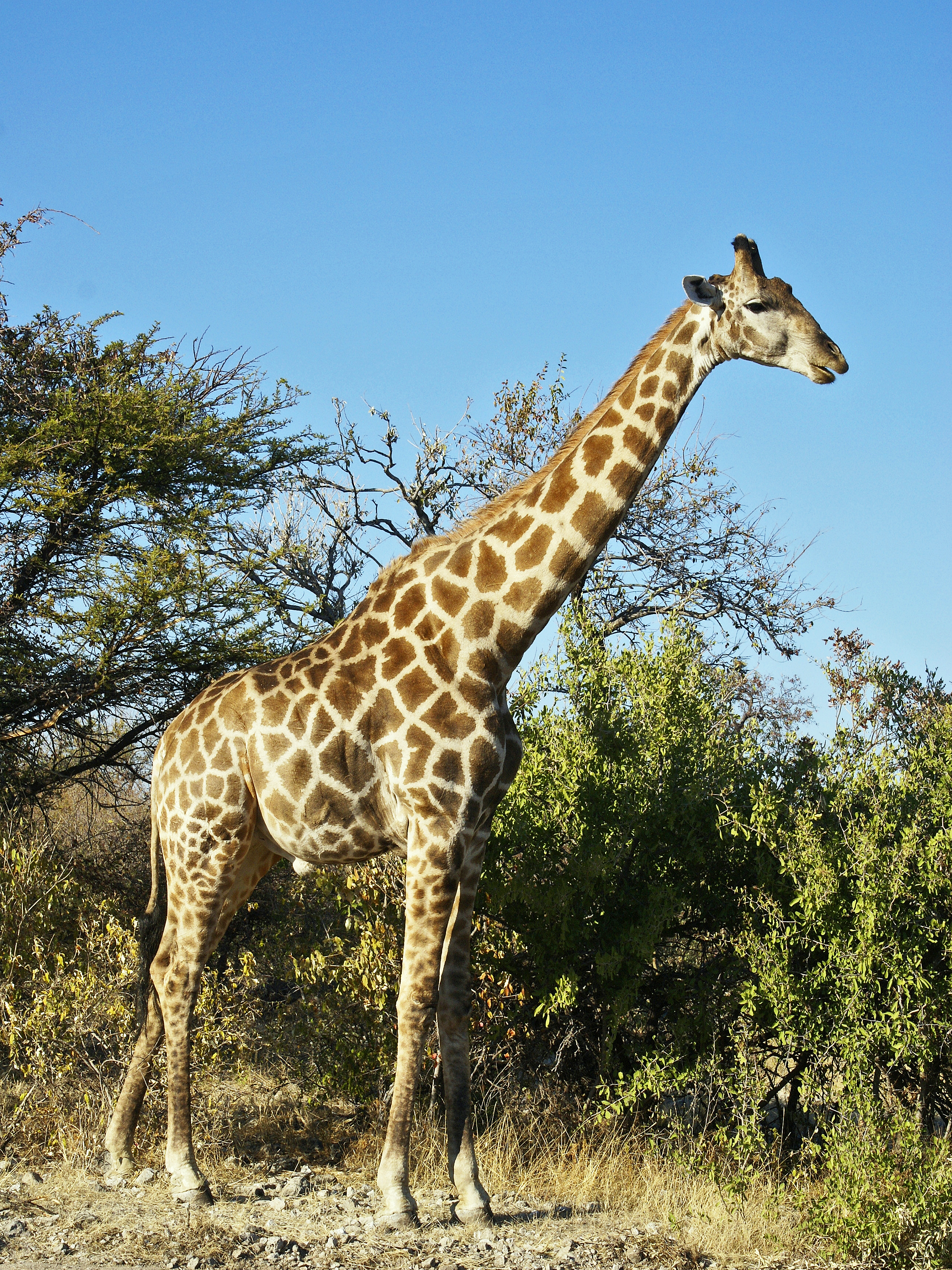
Zsiráf

- Afrika szavannáin él egyebek közt:
  - zsiráf (Giraffa camelopardalis),
  - csíkos gnú (Connochaetes taurinus),
  - zebra,
  - mocsári antilop (Kobus kob),
  - afrikai elefánt,
  - gazella (Gazella gazella),
  - impala (Aepyceros melampus),
  - fekete orrszarvú (Diceros bicornis),
  - zöld cerkófmajom (Cercopithecus mitis),
  - huszármajom (Erythrocebus patas)
- Az Óvilág szavannáin bivalyfajok és elefántok legelnek.
- Az ausztrál szavanna emlősei az erszényesek, mint például:
  - koala (Phascolarctos cinereus),
  - nyugati óriáskenguru (Macropus fuliginosus).

### Ragadozók

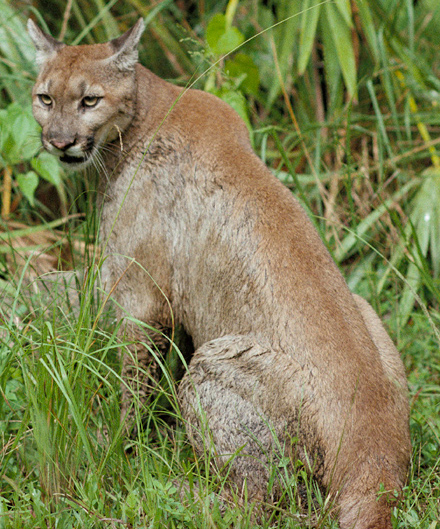
Puma

A nagymacskák közül:
- Amerikában él:
  - jaguár,
  - puma.
- TigrisÁzsiában él:
  - oroszlán (Panthera leo),
  - tigris (Ázsia),
  - párduc
  - gepárd (Acinonyx jubatus).

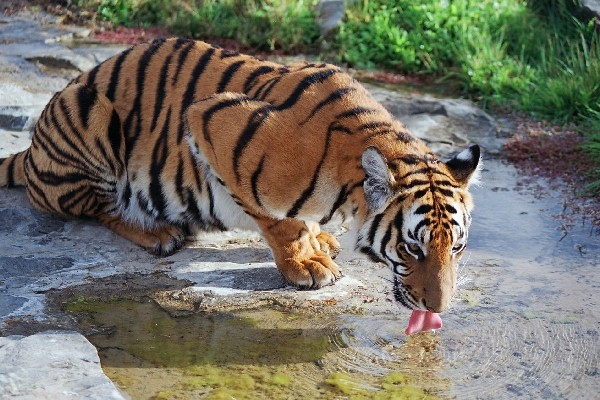
Tigris

Óvilági dögevők a hiénák és a sakálok:

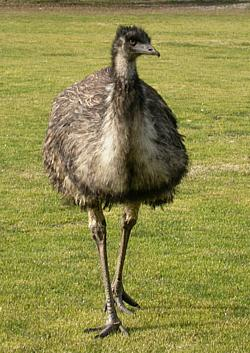
Emu a füves pusztán

- hiénakutya (Lycaon pictus),
  - foltos hiéna (Crocuta crocuta),
  - csíkos hiéna (Hyaena brunnea),
  - sujtásos sakál (Canis adustus).Emu a füves pusztán

### Madarak
Futómadarak:
- strucc (Struthio camelus, Afrika),
- emu (Dromaius novaehollandiae, Ausztrália),
- sisakos kazuár (Casuarius casuarius, Ausztrália)
- nandu (Dél-Amerika)

Afrika ligeteiből származik:
- gyöngytyúk.

Ázsia ligeteiből származik:
- páva,
- házi tyúk,
- fácán.
- Dél-Amerika szavannáin él a vöcsöktyúk öt faja.

Ausztrália szavannáin különösen sok a papagáj.